# 일진 2
일진 2은 2018년에 개봉한 대한민국의 영화이다. 

## 캐스팅
- 이승용 : 박영호 역
- 윤선근 : 성태 역
- 변준우 : 황대천 역
- 여주영 : 박찬미 역
- 송보배 : 민정 역
- 유지용 : 강학수 역
- 이훈희 : 최상운 역
- 지웅배 : 진수 역
- 송범규 : 윤수 역
- 윤준호 : 찬호 역
- 김윤지 : 영호 모 역
- 이재한 : 상기 역
- 홍가 : 민상 역
- 신형근 : 종옥 역
- 문만승 : 정호 역
- 김진우 : 진성 역
- 박현준 : 태훈 역
- 이소라 : 소라 역
- 박장우 : 장우 역
- 한서연 : 미란 역
- 김수연 : 희연 역
- 신진호 : 혁민 역
- 조원빈 : 지호 역
- 이민우 : 민우 역
- 이재영 : 재영 역
- 박종환 : 선생님 역 (우정출연)
- 박상욱 : 채팅남 역 (우정출연)
- 이종우 : 학생주임 역 (우정출연)
- 이선구 : 관장 역 (우정출연)
- 송채환 : 당구장 남 1 역 (우정출연)
- 이상민 : 당구장 남 2 역 (우정출연)
- 김인철 : 운동남 1 역  (우정출연)
- 김재민 : 운동남 2 역 (우정출연)